# Elephastomus carnei
Elephastomus carnei är en skalbaggsart som beskrevs av Jan Krikken 1976. Elephastomus carnei ingår i släktet Elephastomus och familjen Bolboceratidae. Inga underarter finns listade i Catalogue of Life.